# Ivano Balić
Ivano Balić, hrvaški rokometaš, * 1. april 1979, Split.
Leta 2004 je na poletnih olimpijskih igrah v Atenah v sestavi hrvaške reprezentance osvojil zlato olimpijsko medaljo. Leta 2012 je z reprezentanco osvojil še bronasto medaljo.